# سقاية عبد الرزاق الخضيري
سقاية عبد الرزاق الخضيري
أُنشأت هذه السقاية للمنفعة العامة، عند مسجد الشيخ عبد العزيز الأنصاري، في محلة الشيخ سراج الدين من شرقي بغداد. وقد أنشأها الحاج عبد الرزاق جلبي بن ياسين بن عمر الخضيري سنة 1885م، لمناسبة تعميره للمسجد المذكور أعلاه في تلك السنة، ووقف عليها بعض الأوقاف ضماناٌ لاستمرار منفعتها للناس.